# Frank Schoonover
Frank Earle Schoonover, né le 19 août 1877 dans le New Jersey et mort le 1er août 1972 à Wilmington, est un illustrateur américain.
Il a eu Howard Pyle comme enseignant à l'université Drexel et a été proche de la communauté artistique, la Brandywine School (en).

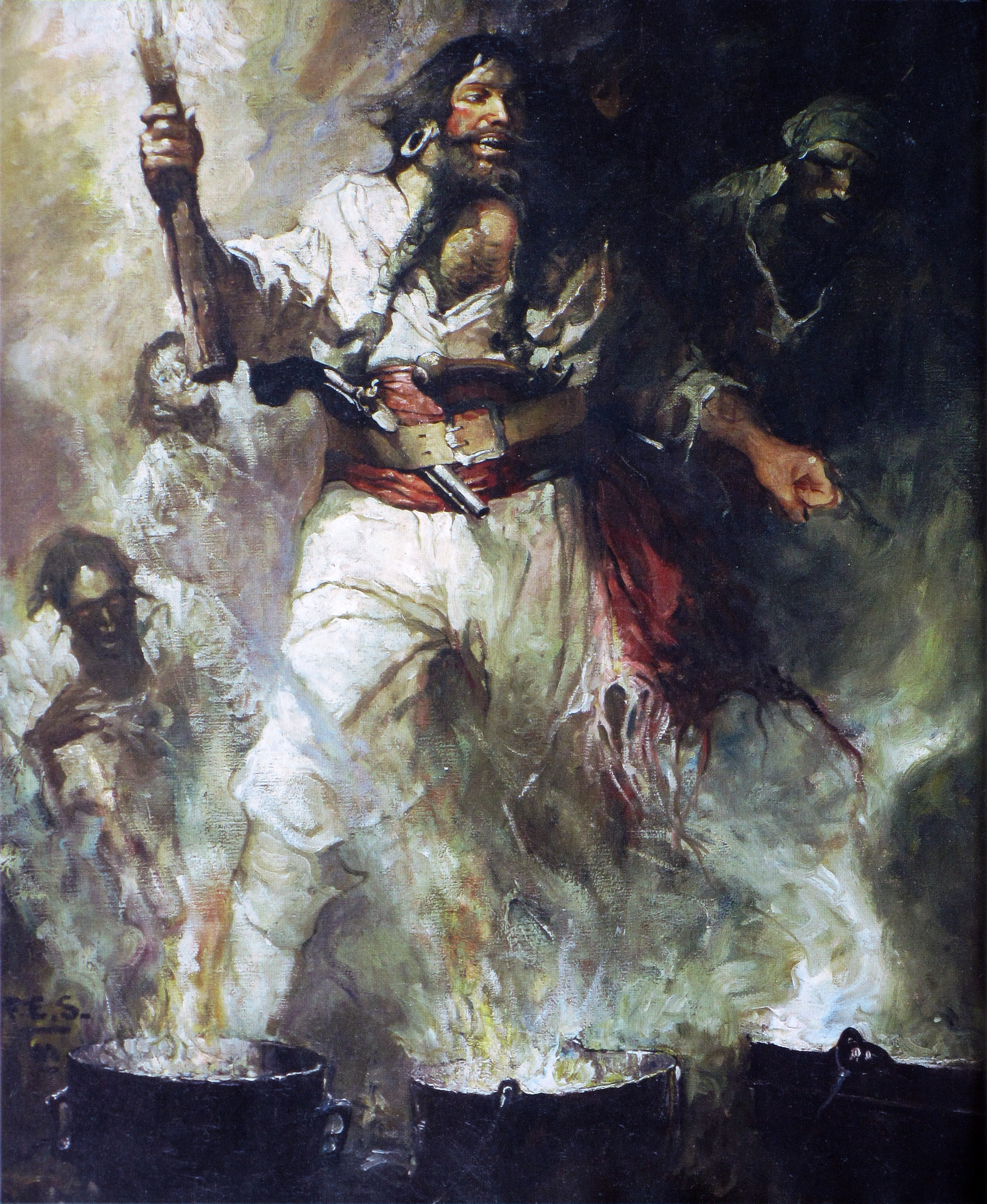
Blackbeard in Smoke and Flames par Frank Schoonover, 1922.